# Zoraida westwoodi
Zoraida westwoodi är en insektsart som först beskrevs av Stsl 1870.  Zoraida westwoodi ingår i släktet Zoraida och familjen Derbidae. Inga underarter finns listade i Catalogue of Life.